# 瑯琊病毒
瑯琊病毒（Langya henipavirus，LayV）是副黏液病毒科亨尼巴病毒屬的一種RNA病毒，在中國山東與河南的病患檢體中發現，得名自山東瑯琊，於2022年8月發表。

## 病毒學
瑯琊病毒的基因组长18402nt，結構和其他亨尼巴病毒相同。研究發現有2018年至2022年間有35位病人的檢體中帶有此病毒，其中有26人仅感染该病毒，症状有发热（100%）、乏力（54%）、咳嗽（50%）、厌食（50%）、肌肉痠痛（46%）與白血球減少（54%）等，還有少數人併發血小板減少症或肝腎功能損傷。染病者大多為農民，且多曾在病發前一個月內有動物的接觸史。
家養與野生動物的血清調查顯示鼩鼱可能是病毒的天然宿主，調查中有27%的鼩鼱體內發現了此病毒的RNA，山羊和狗也有少數個體血清中具此病毒的抗體，顯示其曾被感染。感染此病毒的35人彼此間沒有接觸史與共同暴露史，因此可能皆是被動物感染的偶發事件，目前尚無證據顯示此病毒可以人傳人感染。

## 分類
瑯琊病毒在亨尼巴病毒屬中與墨江病毒關係較為接近，墨江病毒以黃胸鼠為自然宿主，已知的亨尼巴病毒中僅有此兩種病毒不是以蝙蝠為自然宿主。

## 防控
瑯琊病毒發表後，中華民國衛生福利部疾病管制署宣布將開發此病毒的核酸檢測法以防控病毒傳播。